# Antich Rocha
Antich Rocha (escrito a veces Antic Roca) fue un profesor universitario, activo en Barcelona en el siglo XVI. 

## Vida
Era hijo de Nicolàs Roca, cirujano de Gerona. 
Estudió en la universidad de Barcelona, siendo discípulo del profesor de griego Vileta,  (1555), en la que llegó a profesor en 1557 y a catedrático en 1559. 
Consejero del Consejo de Ciento (1576-1577 y 1581-1582). 

## Obra
Escribió obras de temas matemáticos, médicos, filológicos y filosóficos.
Su Arithmetica (Barcelona, 1564) está escrita en estilo directo y simple, sin demostraciones; sólo figuran cálculos, reglas, definiciones y resoluciones de problemas. La primera de sus dos partes es una aritmética práctica, de contenido estándar (números, operaciones, quebrados, progresiones, cuadrados y cubos). La segunda trata problemas de carácter mercantil, es aquí donde se encuentra la regla de la cosa, es decir, el álgebra. Dice haber leído muchas otras álgebras (entre ellas las de Chuquet, Pacioli, Stifel, Pelletier, Buteo, de la Ramée, Pérez de Moya, Marco Aurel y Fibonacci )  pero utiliza una notación matemática propia, que no es ni la alemana ni la italiana.
En 1560 publicó las obras de Ausiàs Marc y comenzó a actualizar el Lexicon latino catalanum de Nebrija (Barcelona, 1560) en colaboración con el profesor de la universidad de Barcelona Francesc Clusa. 
Escribió otras obras didácticas, como Praelectiones e Graecis interprelibus haustae (Barcelona, 1563) y Oratio de laudibus Academiae Barcinonensis (1562), así como comentarios de Aristóteles y de los Isagoge de Porfiri . 